# تلمبة ملك منصور خان (مشيز بردسير)
تلمبة ملك منصور خان (بالإنجليزية: Tolombeh-ye Malek Mansur Khan)‏ هي مستوطنة تقع في إيران في كرمان.